# Civilcourage
Civilcourage (fra tysk: Zivilcourage, anvendt af Bismarck i 1864) betegner den enkelte borgers mod til at holde fast ved og handle ud fra sin overbevisning, også selv om det indebærer en personlig risiko.